# Constituție
Constituția unui stat este actul legislativ, care definește drepturile și libertățile cetățenilor, organizarea puterii legislative, executive și judecătorești, reglementarea relațiilor sociale privitoare la instaurarea, menținerea și exercitarea puterii de stat, și alte aspecte considerate esențiale pentru buna funcționare a statului.
De asemenea, constituția este legea fundamentală, iar prevederile ei nu pot fi schimbate de nici o altă lege. Modificarea constituției se poate face numai urmând o procedură specială. Toate legile trebuie să fie conforme cu constituția, o cerință verificată de Curtea Constituțională.
Statul nu trebuie să fie independent pentru a avea o constituție (de exemplu, Principatele Unite în 1864 și 1866, regiunea Catalonia, sau statul Arizona). Într-un sens secundar, redactarea unei constituții poate fi o componentă în procesul de organizare a unei asociații (Organizația Națiunilor Unite, sindicat, sau organizație comercială).

## Caracteristici

### Legitimitate
Constituția este legea supremă a unui stat, autoritatea acesteia neputând fi încălcată de orice altă lege. Supremația constituției în fața oricărei alte legi sau organizații este fundamentată pe principiul legalității, pe caracterul unicității puterii de stat, pe caracterul democratic al puterii statale, etc.

### Revizuire
O constituție poate fi modificată prin „amendamente”. Procedura de introducere a acestor amendamente și condițiile care trebuie satisfăcute pentru adoptarea lor diferă de la caz la caz. Un exemplu de revizuire pentru satisfacerea unor tratate internaționale sau aderarea la pacte internaționale este Constituția Franței, modificată în 1992 în conformitate cu Tratatul de la Maastricht. 

## Drepturi, libertăți și îndatoriri ale cetățenilor
Drepturi consituționale obișnuite sunt de asociere, la libera circulație, de proprietate privată, de apărare într-un proces și altele. Un drept important pe care se bazează democrația este dreptul de a alege și de a fi ales.
Libertatea este absența unor constrângeri. În funcție de constrângere, există astfel multe libertăți, de exemplu, libertatea persoanei, libertatea de conștiință, de exprimare, a presei și altele. Libertatea este asociată cu responsabilitatea și buna-credință, sau libertatea este acceptabilă 
„ ... atât cât nu interferă cu libertatea oricărui altcuiva.”
Exemple de îndatoriri sunt fidelitatea față de țară, apărarea țării și plata taxelor.

## Puterea legislativă, executivă și judecătorească
Separarea puterilor in stat ca principiu al organizării constituționale a fost propusă de  Montesquieu. Dar, în același timp, pentru a se obține echilibriul și controlul reciproc al lor, cele trei puteri sunt aplicate în domenii unde acțiunea lor se intersectează parțial. 

## Exemple
Diferite state au avut în timp constituții foarte diferite. Diversitatea persistă pentru că stabilitatea și tradiția contează.

### Antichitate
Orașele-stat din Grecia Antică au adoptat o mare varietate de constituții. Dintre acestea, cea mai bine cunoscută este  democrația ateniană. 
Regatul Romei antice a fost înlocuit de Republica romană în 509 î.Hr. Legile erau votate de Adunările romane, Senatul corespundea Consilului Areopag atenian și controla bugetul, iar puterea executivă era condusă de doi consuli. Autoritatea judecătorească era condusă de un praetor, care numea judecătorul (nu erau jurați). În provincii, guvernatorul îndeplinea atribuțiile praetorului, dar putea lăsa decizia localnicilor.
 Războiul social din 90 î.Hr. între Roma și aliații ei a dus la acordarea cetățeniei multor aliați din peninsula italică. Dar, pentru că guvernarea democratică reprezentativă care să facă posibilă guvernarea democratică a unui stat cu o populație separată de distanțe mari nu fusese descoperită, a urmat o lungă perioadă de instabilitate și dezordine, în care autoritatea judecătorească nu s-a impus în fața celei executive, care sfida legile. Soluția adoptată a fost renunțarea la republică și proclamarea imperiului, în care împăratul concentra toate puterile în stat.

### Perioada medievală
În perioada medievală statele erau republici sau monarhii centralizate.
În peninsula italiană s-au înființat numeroase republici, în tradiția orașului-stat din antichitate: Florența, Siena, Lucca, Genoa, etc., care se învecinau cu ducate (de exemplu, Milan al  Sfântului Imperiu Roman) sau foste mărci ale Imperiului Roman de Răsărit (de exemplu, Veneția, transformată în republică în 697). Un alt exemplu este Republica din Geneva. Alături de ducate (de exemplu, Bavaria), republici au existat și în Germania medievală, în  „orașele libere imperiale” (Hamburg, Frankfurt, Augsburg și altele) , care erau nominal vasale împăratului Sfântului Imperiu Roman, căruia îi plăteau un mic tribut și pentru care contribuiau cu soldați în caz de conflict. Un parlament numit Dieta Imperială se întrunea în diferite orașe (Worms, Augsburg, etc.).
În contrast, monarhii centralizate s-au format în Franța, Anglia, Spania, Portugalia, Ungaria, Polonia, Imperiul Roman de Răsărit și altele, unde democrația directă nu era posibilă din cauza distanțelor mari. În unele cazuri, puterea regală a fost îngrădită devreme, de exemplu prin Magna Carta. O influență mare a avut-o descoperirea Americii și a indienilor liberi, care a dus la întrebarea dacă starea naturală a oamenilor nu este cea de libertate. 
Moldova și Valahia se guvernau după model bizantin și, nefiind pașalâcuri, și-au păstrat datinile ancestrale. Majoritatea populației fiind iobagi, nu se poate vorbi de drepturi și libertăți recunoscute în acea perioadă. Succesiunea la guvernare se făcea prin alegere dintre candidați proveniți dintr-un număr redus de familii. În Transilvania, românii nu erau incluși în națiunile din Dieta Transilvaniei și nu participau la guvernare.

### Perioada modernă
Pentru participarea la guvernare a cetățenilor atunci când democrația directă nu este posibilă, a fost necesară găsirea unei noi forme de guvernare democratice, sau democrația reprezentativă (cu alegeri). Practica a arătat în timp că deși oamenii nu sunt egali, ei pot avea drepturi egale într-un astfel de model de guvernare stabil.
Republici temporare au fost cea olandeză și engleză. Revoluția americană a dus la Constituția Statelor Unite ale Americii. În Franța, parlamentele locale (fr. parlement) au fost suprimate de monarhia absolută, dar asta nu a putut opri Revoluția franceză și proclamarea mai multor constituții influente. În alte state, în care monarhia a fost păstrată ca formă de guvernare, puterea monarhilor a fost treptat redusă. 

## Galerie de imagini

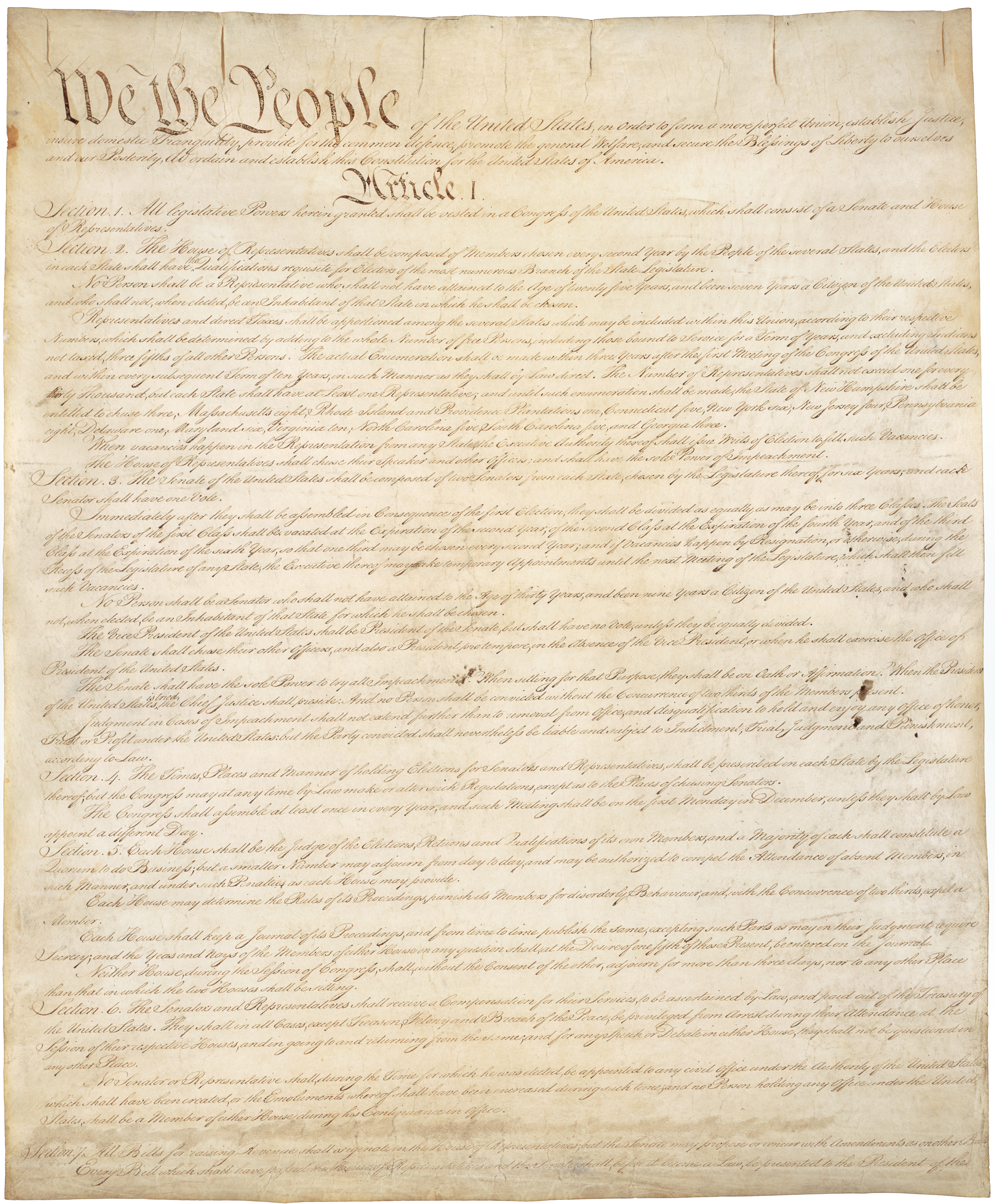
Prima pagină  a  Constituției Statelor Unite ale Americii, adoptată în 1787, cea mai veche constituție scrisă în vigoare neîntrerupt de la adoptare.
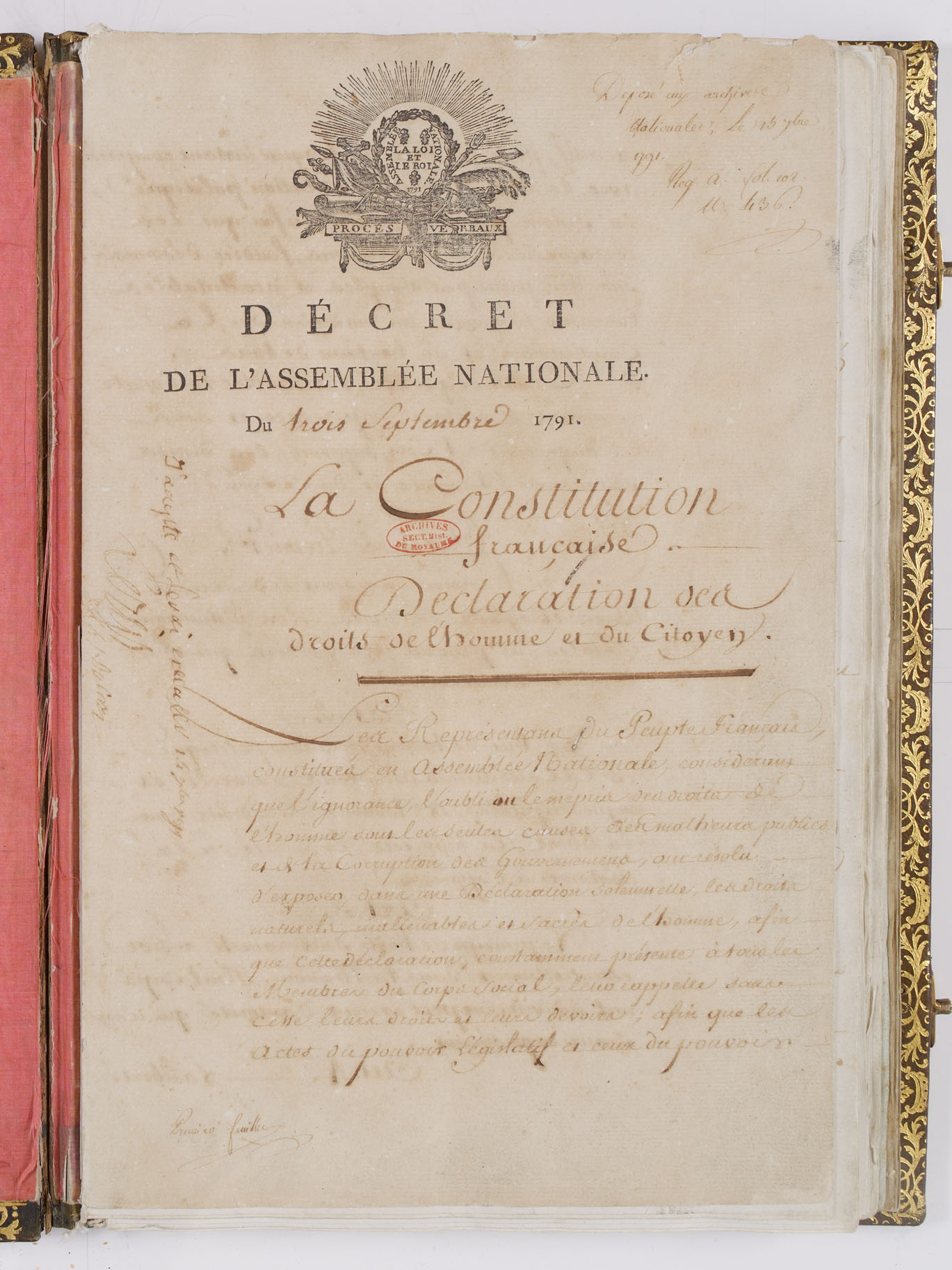
Prima pagina a Constituției franceze din 1791, care a înlocuit monarhia absolută cu o monarhie constituțională în Franța.
- Constituția Cărvunarilor, un proiect de constituție din 1822 care combina dregătoriile tradiționale ale principatelor române cu idei moderne, apărute după revoluțiile americane și franceze. [8]
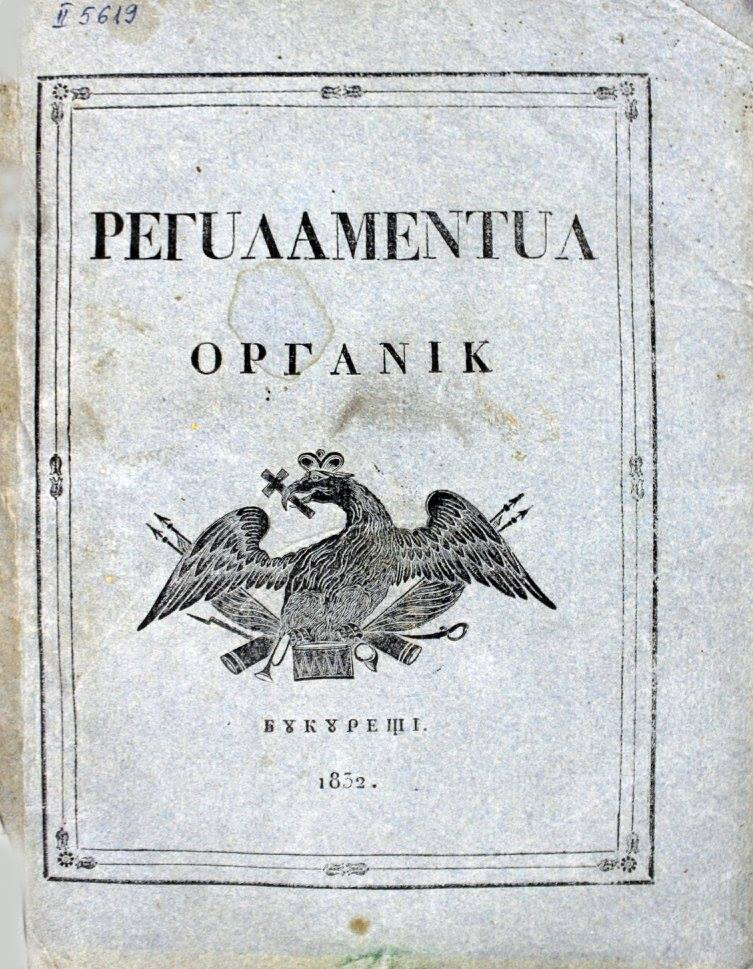
Regulamentul Organic, lege organică cvasiconstituțională în Țara Românească și Moldova, promulgată în 1831-32.
- Convenția de la Paris din 1858 [9], modificată de Constituția din 1864.